# Лидо Бич (Њујорк)
Лидо Бич (енгл. Lido Beach) насељено је место без административног статуса у америчкој савезној држави Њујорк.

## Демографија
По попису из 2010. године број становника је 2.897, што је 72 (2,5%) становника више него 2000. године.
| Група             | 2000.         | 2010.         |
| Белци             | 2.657 (94,1%) | 2.690 (92,9%) |
| Афроамериканци    | 16 (0,6%)     | 20 (0,7%)     |
| Азијати           | 45 (1,6%)     | 53 (1,8%)     |
| Хиспаноамериканци | 81 (2,9%)     | 105 (3,6%)    |
| Укупно            | 2.825         | 2.897         |